# Francia húszfrankos érme

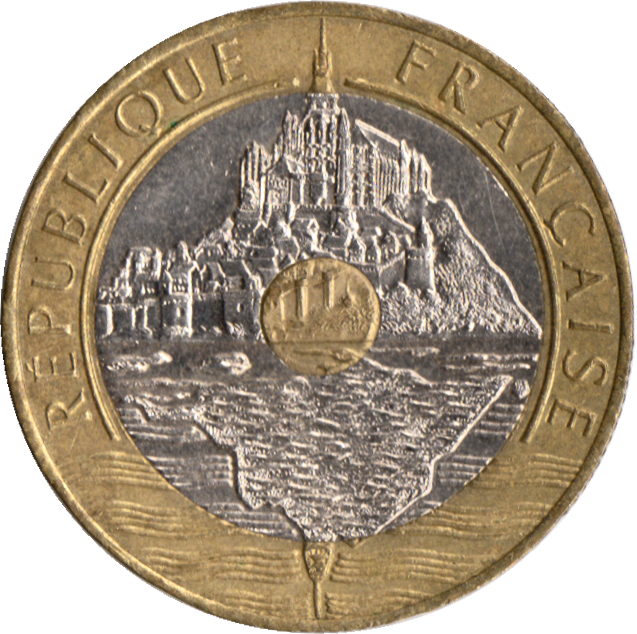
Előlap

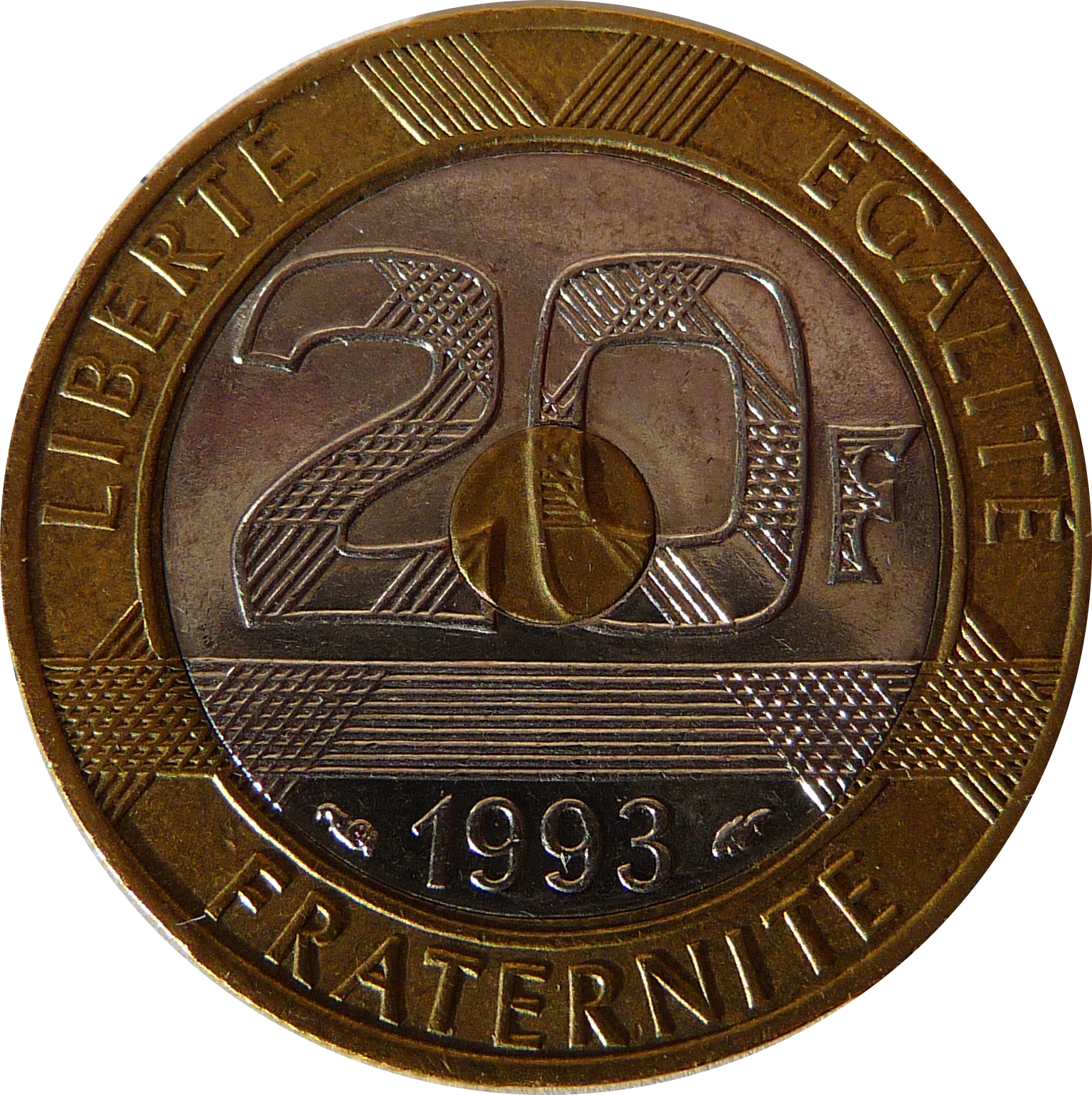
Hátlap

Az 1992. március 16-án kibocsátott húszfrankos érme a francia frank legmagasabb forgalmi címlete volt (az ezüst százfrankos gyakorlatilag nem fordult elő a forgalomban). Az euró bevezetéséig (2002. február 18.) maradt forgalomban, párhuzamosan a húszfrankos bankjeggyel. A címlet viszonylag ritkán fordult elő a köznapi forgalomban. 

## Leírás
Az érme súlya 9 gramm, átmérője 27, vastagsága 2 milliméter. Peremén 5-5 sima és recézett sáv váltakozik. A külső gyűrű és a mag anyaga rézötvözet (réz 92%, alumínium 6%, nikkel 2%), a belső gyűrűé pedig nikkel. 
Előlapján a Mont-Saint-Michel-kolostor sziluettje látható, melynek a vízben tükröződő tükörképe az érmekép alsó felét foglalja el. A külső gyűrűn a République Française (Francia Köztársaság) felirat olvasható. A hátlap külső gyűrűjét a Liberté, égalité, fraternité (Szabadság, egyenlőség, testvériség) felirat foglalja el, a belső gyűrűn (és a magon) pedig az értékjelzés (20 F) és az évszám látható, alatta az évszámmal, melyet balról a Párizsi pénzverde verdejegye (bőségszaru), jobbról pedig a vésnöki jegy (1992-1994 között delfin, 1994-2000 között méh, 2001-ben lópatkó) vesz közre. 

## Vertmennyiség
Az érmetípusból 1992-2001 között összesen 140 243 777 darab készült , ennek zöme az 1992-1995 években. Az összes többi évjárat ritkának számít. 1992-ben 1850 essai feliratú próbaveret is készült. Az 1994-es évben két vésnöki jeggyel (delfin – 9,97 millió, méh – 5 millió db) is készültek húszfrankosok. 
| Évjárat | Vert mennyiség (db) |
| ------- | ------------------- |
| 1992    | 59 966 052          |
| 1993    | 54 970 000          |
| 1994    | 14 970 000          |
| 1995    | 9 966 011           |
| 1996    | 25 013              |
| 1997    | 25 000              |
| 1998    | 35 000              |
| 1999    | 25 000              |
| 2000    | ???                 |
| 2001    | ???                 |

## Emlékveretek
A húszfrankos érme paramétereivel két forgalmi emlékveretet bocsátottak ki:
- 1993-ban a XII. Mediterrán Játékok emlékére 5 milliós darabszámban. Az érme az Aigues-Mortes-i Constance-tornyot ábrázoló előlapját Daniel Ponce, hátlapját Gérard Buquoy tervezte.
- 1994-ben a Nemzetközi Olimpiai Bizottság alapításának 100. évfordulójára előlapján Pierre de Coubertin portréjával 15 millió db húszfrankos érme került forgalomba.

## Képtár

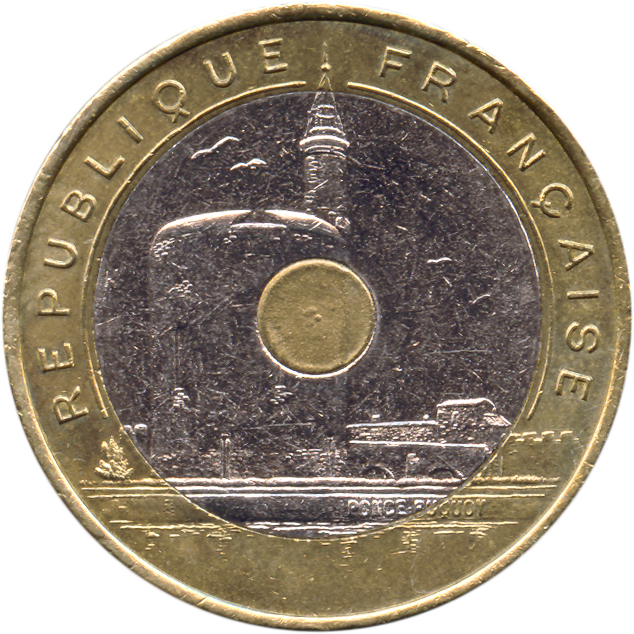
1993-előlap
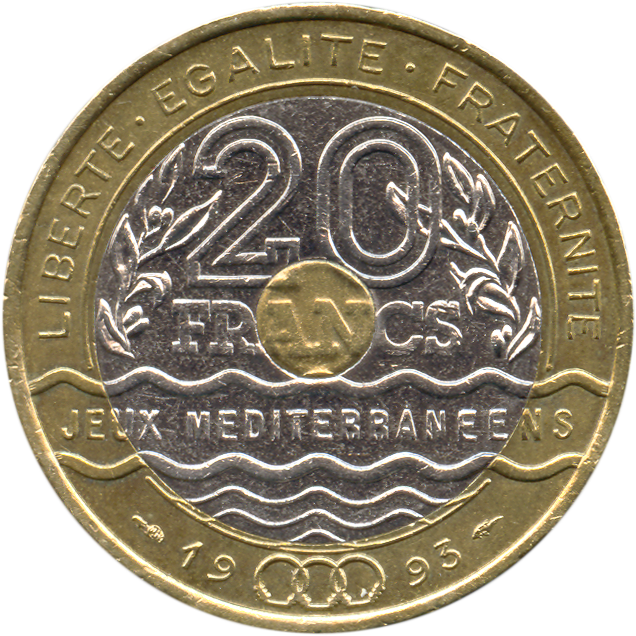
1993-hátlap
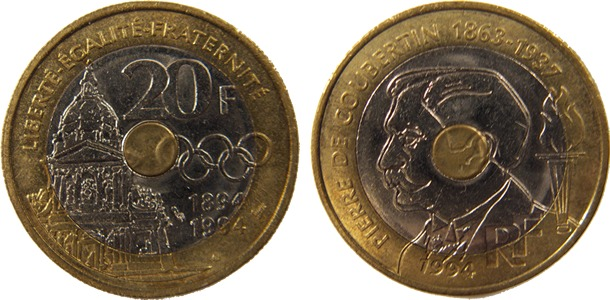
1994

## Külső hivatkozások
- Infonumis (franciául)
- Katalógus (verési adatok)